# Hambühren
Hambühren è un comune di 10 683 abitanti della Bassa Sassonia, in Germania.
Appartiene al circondario (Landkreis) di Celle (targa CE).